# Samia al-Amoudi
Samia al-Amoudi est une gynécologue obstétricienne saoudienne et l'ex vice-doyenne du collège de médecine et des sciences de l'université du roi Abdulaziz à Djeddah,. Elle dirige un centre d'excellence sur le cancer du sein.  Elle est surtout connue pour son travail de sensibilisation des femmes au cancer du sein après s'être diagnostiquée elle-même. Elle est également la première femme du Conseil de coopération du Golfe à avoir un siège au conseil de l'Union pour le contrôle international du cancer.
Elle reçoit, le 7 mars 2007, du département d’État américain, le 1er prix international de la femme de courage,.